# Pipiolos

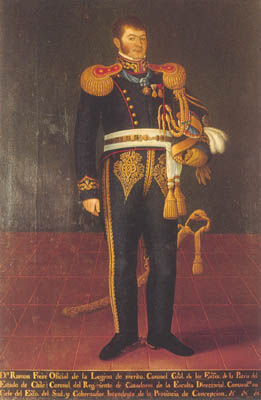
Ramón Freire, diretor supremo e presidente do Chile. Se transformou no primeiro líder do grupo pipiolo.

Pipiolos (do castelhano: jovem, ingênuo, inexperiente) é uma denominação coloquial e depreciativa utilizada no Chile durante a primeira metade do século XIX para se referir ao segmento político de orientação liberal. Seus rivais conservadores eram chamados de pelucones.

## Algunspipiolos

### Militares
- Ramón Freire
- Francisco Antonio Pinto
- Jorge Beauchef
- Francisco de la Lastra
- José Manuel Borgoño
- Guillermo Tupper
- José Rondizzoni

### Civis
- Francisco Ramón Vicuña
- Carlos Rodríguez Erdoiza
- José Miguel Infante
- Melchor de Santiago Concha
- Rafael Bilbao Beyner
- Pedro Chacón Morales
- Ángel Argüelles